# Nanorhathymus bertonii
Nanorhathymus bertonii är en biart som först beskrevs av Carlos Schrottky 1920.  Nanorhathymus bertonii ingår i släktet Nanorhathymus och familjen långtungebin. Inga underarter finns listade i Catalogue of Life.